# 36e parallèle nord
Pour les articles homonymes, voir 36e parallèle.
En géographie, le 36e parallèle nord est le parallèle joignant les points de la surface de la Terre dont la latitude est égale à 36° nord.

## Géographie

### Dimensions
Dans le système géodésique WGS 84, au niveau de 36° de latitude nord, un degré de longitude équivaut à 90,163 km ; la longueur totale du parallèle est donc de 32 459 km, soit environ  81,0% de celle de l'équateur. Il en est distant de 3 986 km et du pôle Nord de 6 016 km,.
Comme tous les autres parallèles à part l'équateur, le 36e parallèle nord n'est pas un grand cercle et n'est donc pas la plus courte distance entre deux points, même situés à la même latitude. Par exemple, en suivant le parallèle, la distance parcourue entre deux points de longitude opposée est 16 229 km ; en suivant un grand cercle (qui passe alors par le pôle nord), elle n'est que de 12 032 km.

### Durée du jour
À cette latitude, le soleil est visible pendant 14 heures et 36 minutes au solstice d'été, et 9 heures et 43 minutes au solstice d'hiver.

## Frontières
Aux États-Unis, le 36e parallèle nord définit une partie de la frontière entre le Missouri et l'Arkansas